# Харьковский театр для детей и юношества
Харьковский театр для детей и юношества (ХТДЮ) (полное название — Областное коммунальное учреждение «Харьковский театр для детей и юношества»; сокращённое «ОКУ ХТДЮ»; англ. RMI RTCY) — театр в городе Харьков.

## Трансформация названия
Театр, со времени основания, шесть раз менял название:
- 4 апреля 1960 — Харьковский театр юного зрителя (Постановление Совета Министров УССР от 4.04.1960 № 503)
- 22 апреля 1971 — Харьковский областной театр юного зрителя (регистрация устава театра)
- 18 октября 1978 — Харьковский областной театра юного зрителя им. Ленинского комсомола (Постановление Совета Министров УССР от 18.10.1978 № 504)
- 20 марта 1992 — Харьковский областной театр юного зрителя (Переименован в соответствии с законом УССР «О предприятиях УССР»)
- 6 января 1993 — Харьковский областной театр для детей и юношества (Распоряжение представителя Президента Украины в Харьковской области с учётом просьбы управление культуры и трудового коллектива)
- 14 ноября 1996 — Харьковский театр для детей и юношества (В связи с утверждением новой редакции устава)

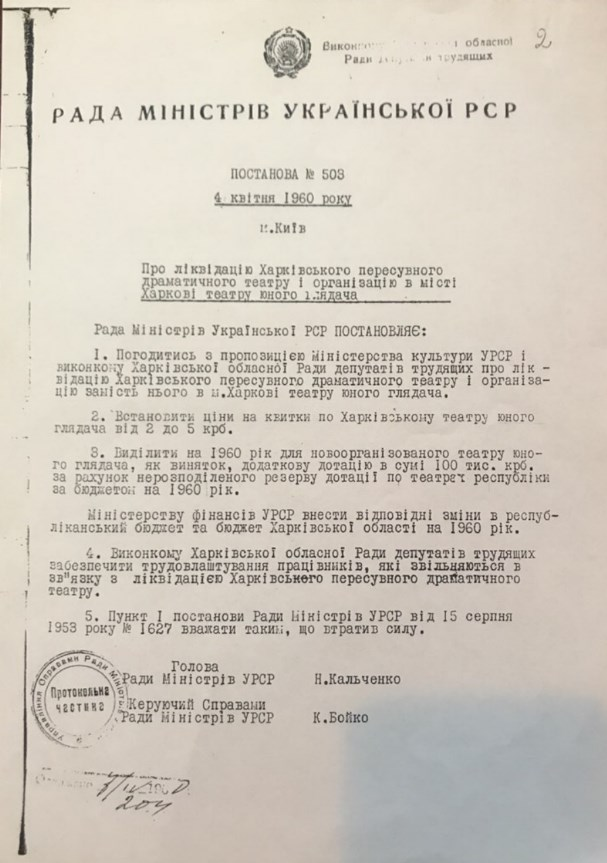
Постановление №503 (4 апреля 1960)
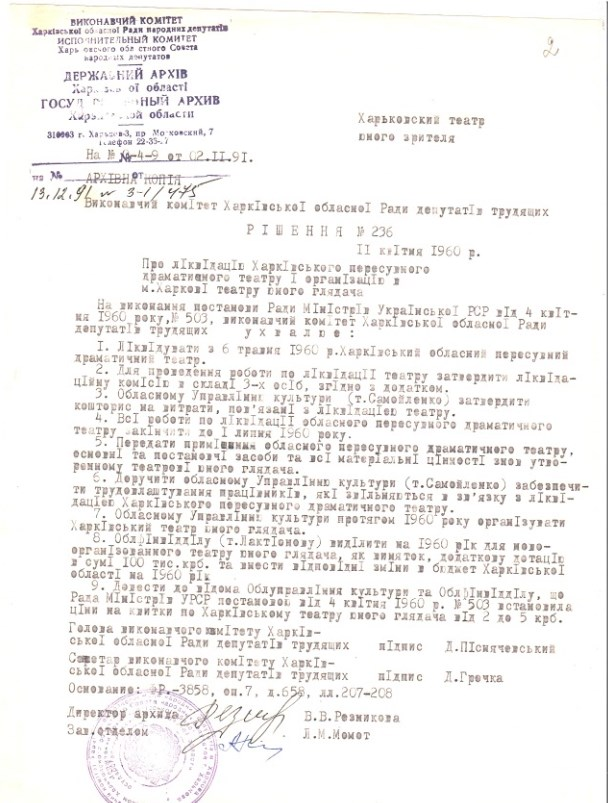
Решение 236 (11 апреля 1960)
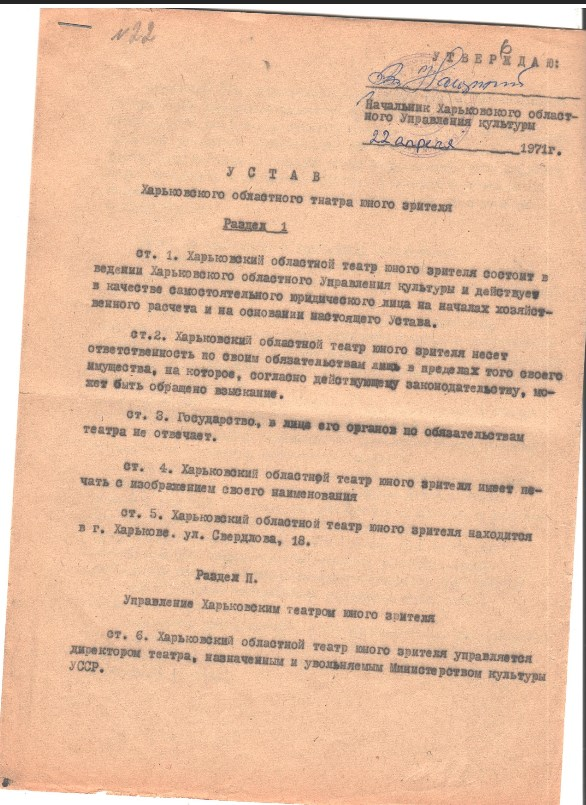
Устав театра (1971)
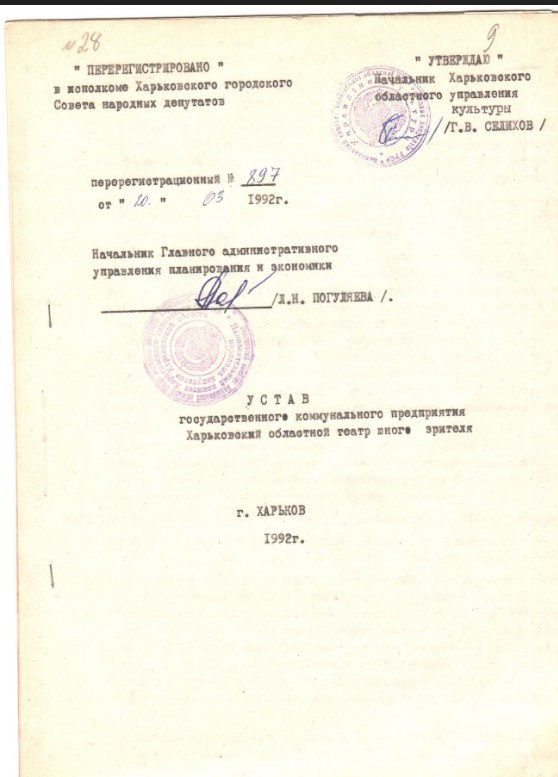
Устав театра (1992)
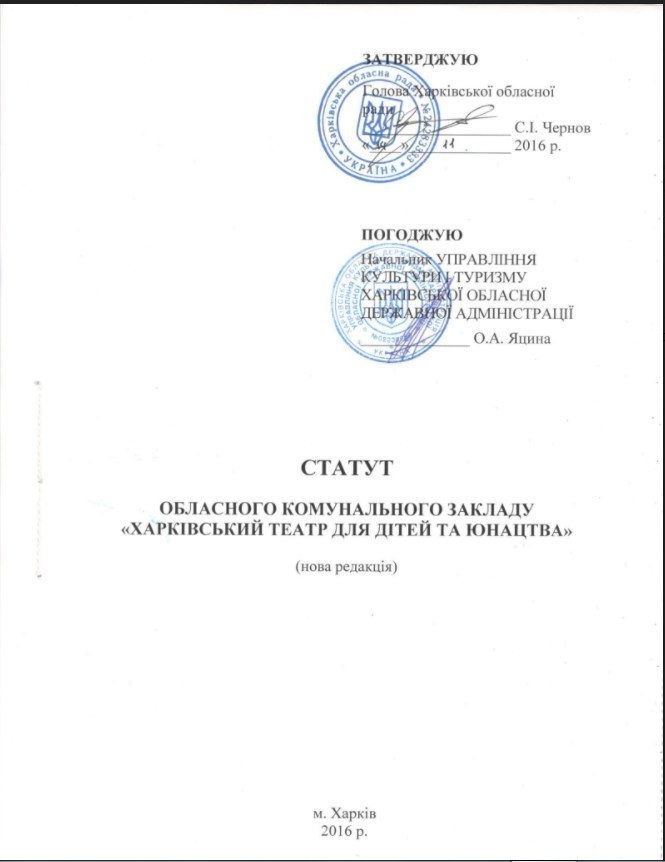
Устав театра (2016)

## История

### Первый государственный театр для детей(1920—1941)
Основан в Харькове в 1920 году по инициативе Высшей театральной школы на базе первой государственной театральной школы с участием профессора Харьковского университета им. В. Н. Каразина Александра Билецкого. Заведующим школой был назначен Сергей Пронский, а художественное руководство возглавил режиссёр Николай Синельников.
Школе было предоставлено пустующее помещение бывшего театра миниатюр, так называемого «Екатерининского театра» (построенного в 1835 году), где в декабре 1920 года спектаклем «Злой Гал» по пьесе М. Толмачёвой открылся «Театр сказки», позже театр переименован в Первый государственный театр для детей.
Один из первых спектаклей, «Подвиги Геркулеса», оформлял Николай Акимов — впоследствии известный театральный художник, режиссёр и педагог, долгое время возглавлял Ленинградский театр Драмы и комедии на Невском проспекте. Следующим этапным спектаклем стал «Хубеане», музыку к которому написал композитор Исаак Дунаевский, а декорации создал театральный художник Борис Косарев, с именем которого связывают возникновение авангардной живописи в Украине. Свой пятый юбилейный сезон театр открыл пьесой молодого украинского драматурга Владимира Гжицкого «На заре», которому суждено было стать первым образцом оригинального текста украинской советской пьесы для детей.
С 1933 года театр называется Театр юного зрителя и больше не носит имя писателя Максима Горького. В 1935 году главным режиссёром театра становится ученик Леся Курбаса, березилец Владимир Скляренко.
В июне 1941 года Харьковский ТЮЗ был эвакуирован в Западную Сибирь, после чего в Харьков театр уже не вернулся — с 1944 года он начинает работать как Львовский ТЮЗ.

### Харьковский театр для детей и юношества
Театр юного зрителя был организован по предложению Министерства культуры УССР, исполнительного комитета Харьковского областного Совета трудящихся путём ликвидации Харьковского передвижного драматического театра и организации вместо него нового театра в городе Харьков. Соответствующее постановление Совета Министров Украинской ССР № 503 опубликовано 4 апреля 1960 года. В постановлении также устанавливалась цена билета в размере от 2 до 5 рублей, фиксировалась дополнительная дотация в размере 100 тысяч рублей.
Штатным расписанием, утверждённым Начальником Харьковского областного управления культуры от 23 июля 1960, был установлен административно-управленческий персонал Харьковского ТЮЗа в количестве 5 штатных единиц: директор (оклад — 1750 рублей), администратор (оклад — 650 рублей) и 3 пожарных охранника (оклад — 300 рублей).
Исполняющим обязанности директора Харьковского театра юного зрителя приказом по Театру № 1 от 1 июля 1960 года назначен Феоктист Александрин. В состав коллектива вошла часть артистов расформированного театра (Павел Крамчанинов, Ольга Шабельник, Борис Товкач, Жанна Савченко, Людмила Прудкина), в театр пришли служить выпускники курса Народного артиста СССР Александра Сердюка Харьковского театрального института (Вадим Поляков, Павел Третяк, Ревека А. Г., Антонова А. И., Владимир Антонов, Михаил Шипша, Аза Резниченко, Светлана Шипша(Лисовец), вскоре в состав труппы вошли артисты из других театров — Всеволод Чайкин, Александр Беляцкий, Ирина Петухова, Николай Самойлов.
Свой первый сезон театр открыл 22 октября 1960 года спектаклем «Именем революции» по пьесе Михаила Шатрова в постановке Феоктиста Александрина.
Режиссёрами в 1960-х в театре работают Самарий Моисеевич Однопозов, Александр Александрович Синявский, Н. Г. Ерецкий. Художники — Григорий Иванович Батий, А. Е. Костюченко, Сергей Иоффе, Николай Георгиевич Кужелев, Сергей Романович Вербук (1980-е), Александр Семёнович Абманов. С театром сотрудничали композиторы: Сергей Грумберг, И. Вымер, Борис Ячнов, Георгий Гуменюк, Валентин Иванов (1966—1979), Борис Киселёв, Александр Блох, Марк Карминский, Ирина Витальевна Губаренко (1984—2004). Руководителями литературной части театра в разные годы были Зиновий Сагалов (1968), Александр Егорович Анничев (с 1992-го), Людмила Пилипенко, Маргарита Корнющенко, Катерина Щербак, Татьяна Цвилая, Мария Прево (с 2020-го).
5 марта 1968 года Леонид Хаит, главный режиссёр театра, выпустил спектакль «Последние письма» (пьеса Л. Хаита и З. Сагалова), основанный на предсмертных посланиях невинно осуждённых при Сталине людей. Спектакль состоял из пяти главок: «Бой», «Облава», «Застенок», «Трибунал», «Казнь», — и был почти сразу же запрещён; режиссёру пришлось навсегда покинуть Харьков.
В уставе 1971 года прописана норма, по которой директор театра назначается и увольняется Министерством культуры УССР.
После пожара в 1972 году театр долго скитался по клубам, пока временно не устроился во дворце культуры «Пищевик», дожидаясь пока восстановят сгоревшее помещение. В это сложное время режиссёром стал Александр Беляцкий. В 1977 году он поставил резонансный спектакль «Письма к другу» А. Лиханова и И. С. Шура. Работая над спектаклем, Беляцкий вынашивал мысль о создании трилогии о харьковчанах, вторым спектаклем которой стала пьеса Харьковского драматурга З. Сагалова «Начало фанфарного марша», написанная по произведениям Антона Макаренко. Прологом героико-романтической трилогии стал спектакль по пьесе М. Шатрова «Именем революции», в котором играли заслуженный артист Украины Владимир Антонов, народный артист Украины Всеволод Чайкин, заслуженный артист Украины Борис Товкач. Заключительным аккордом трилогии становится постановка «Спроси когда-нибудь у трав», основанная на пьесе украинского драматурга Я. Стельмаха. В 1983 году Александр Беляцкий переходит в Харьковский государственный академический украинский драматический театр имени Т. Шевченко.
На сцене театра работали режиссёры: Геннадий Макарчук, Владимир Туманов, Алексей Глаголин, Марк Энтин, Дмитрий Прево, Юрий Погребищенко, Анатолий Самохлеб, Лариса Величко, Владимир Гольштейн и Римма Степаненко. Даёт театр попробовать себя в режиссуре и актёрам театра. Так к режиссёрской когорте присоединяется будущий народный артист Украины Владимир Антонов, первой постановкой которого стала сказка «Теремок» С. Маршака. Новаторство спектакля заключалось в том, что работая над сказкой, режиссёр полностью отказался от гримирования актёров в животных. Затем В. Антонов приступает к работе над спектаклем «Сын полка» по В. Катаеву, сломав связанную с этим произведением традицию — он предложил роль Вани не актрисе-травести, а молодому выпускнику театрального института Николаю Гармашу. А его детский мюзикл «День рождения кота Леопольда» — в репертуаре театра более 30 лет.
В 2015 году стараниями главного режиссёра театра Александра Ковшуна создана и открыта малая сцена им. Александра Беляцкого.
Первым директором театра, выбранным на конкурсной основе 8 июня 2016 года, становится Андрей Фёдорович Гапанович.
Творческие эксперименты театра выражаются в поиске новых форм общения со зрителем, предложении совмещения в новые формы известных до того составляющих — 4 апреля 2021, к празднованию 61 года Харьковского театра таким решением стал спектакль, собранный из фрагментов актуальных постановок и необычный показ театральных костюмов.

## Творческое наследие. Награды и достижения
На первых порах в репертуар входили в основном сказки для малышей, героические рассказы о современниках, волнующие проблемные спектакли для молодёжи.
Во время ведения театра главным режиссёром Александром Беляцким для ТЮЗа были характерны откровенно условные приёмы, обращение к зрителю в прямой форме, публицистичность зонгов и стихов, обилие музыки и пантомимы, у театра вырабатывался уникальный творческий почерк, который отличал его от других театральных коллективов.
Творческие победы коллектива принесли театру звание лауреата и дипломанта на многих международных фестивалях. Постановки театра получали признание зрителей не только родного города, но и Санкт-Петербурга, Тбилиси, Киева, Волгограда, Белгорода, Перми, Нарвы, Брянска и многих других городов, где с гастролями побывал театр. Так, ещё в начале своего становления в 1962 году на Всесоюзном смотре театров постановка по пьесе В. Коростылёва «О чём рассказали волшебники» (режиссёры А. Сенявский и Ф. Александрин) была награждена Дипломом II степени. Спектакль «Одуванчик» (по сказке Александры Брунштейн) в постановке Валерия Петрова удостаивается Диплома 1 степени на Республиканском смотре детских спектаклей, а спектакль по пьесе Л. Филиппенко «Обращение к Петру» в постановке заслуженного деятеля искусств А. Литко — Всесоюзной премии Министерства культуры СССР в 1975 году. Спектакль по пьесе «Они и мы» Н. Долинина был удостоен Диплома I степени на республиканском смотре детских спектаклей в 1967 году.
В 2004 году режиссёр Александр Николаевич Драчев за спектакль «Щелкунчик» Теодора Гоффмана был удостоен муниципальной премии им. Марьяна Крушельницкого в номинации «Лучшая режиссёрская работа».
В 2007 году коллектив Харьковского театра юного зрителя признан лучшим в двух номинациях I-го Всеукраинского фестиваля «ТЮЗ-2007» — за лучшую женскую роль и лучшую сценографию.
На июль 2021 года в репертуаре театра 33 различных по стилю и жанру спектакля для дошкольного, младшего, среднего, старшего школьного возраста, а также для взрослых зрителей. Педагогический подход к репертуару и зрителя во многом определяет деятельность театра сегодня: для каждого возраста создаётся отдельный репертуар, где учитываются особенности его восприятия.

## Персоналии театра
Директора
- Феоктист Александрин 01.07.1960 — 21.01.1961 гг. гл. реж. театра[13]
- Николай Солодовников 21.01.1961 — 25.01.1977 гг.
- Николай Белоконь 26.01.1977 — 02.08.1988 гг.
- Пётр Кисличный 17.03.1977 — 02.08.1988 гг.
- Анатолий Самохлеб 03.08.1988 — 25.12.1991 гг.
- Виталий Финкель 26.12.1991 — 29.05.1992 гг.
- Леонид Космин 29.05.1992 — 02.10.2006 гг.
- Лариса Дедюля 28.12.2006 — 05.11.2010 гг.
- Юрий Наумов 05.11.2010 — 27.03.2011 гг.
- Андрей Гапанович 28.03.2011 — 11.03.2020 гг.
- Татьяна Цвилая с 11.03.2020 г.

Главные режиссёры
- Феоктист Александрин 01.07.1960 — 02.10.1963 гг.
- Леонид Хаит 05.02.1964 — 10.07.1968 гг.
- Геннадий Макарчук 10.1968 — 08.1970 гг.
- Валерий Петров 01.1971 — 10.1972 гг.
- Анатолий Литко 04.1973 — 06.1974 гг.
- Сергей Васильев 12.1974 — 01.1976 гг.
- Александр Беляцкий 01.1977 — 10.1983 гг.
- Борис Варакин 10.1983 — 05.1989 гг.
- Анатолий Самохлеб 10.1989 — 07.1991 гг.
- Александр Беляцкий 10.1991 — 03.1994 гг.
- Леонид Садовский 04.1994 — 08.1995 гг.
- Юрий Старченко 02.09.1996 — 31.12.2013 гг. Зас. деятель искусств Украины 05.05.1993 г.
- Александр Ковшун 2013 — 2017 гг.
- Андрей Лебедь 06.2018 — 06.2020 гг.
- Александр Ковшун с июня 2020 г.
- Андрей Лебедь с октября 2023 г.

Главные художники
- Галина Фисан 14.09.1960 — 31.10.1960 гг.
- Всеволод Константинов 01.09.1960 — 1966 гг. переведён с артистов[14]
- Николай Кужелев 1966 — 1977 гг.[15]
- Татьяна Пасечник 1978 — 2015 гг.[16]
- Аркадий Чадов с 2015 г.

### Труппа
В разные годы в театре работали и работают известные мастера сцены: Народный артист УССР Всеволод Чайкин, Народный артист Украины Владимир Антонов, Народный артист Украины Юрий Головин, Народный артист России Владимир Конкин, Заслуженный артист УССР и Народный артист России Александр Ермаков, Заслуженные артисты Украины Александр Беляцкий, Борис Товкач, Николай Самойлов, Вадим Поляков, Виталий Бондарев, Ольга Двойченкова, Сергей Городецкий.

## Репертуар театра
Театр Сказки
- 1920, декабрь — «Злой Гал» по пьесе М. Толмачёвой; реж. Сергей Пронский[2]
- 1920, декабрь — «Голубой принц» по Х. Бенавенте[2]
- 1921 — «Подвиги Геркулеса» по пьесе Ричарда Победимского; реж. Сергей Пронский (худ. Георгий Цапок, Николай Акимов, комп. Иосиф Шиллингер)[2]

Харьковский театр юного зрителя
- 1959 — «Доки сонце зійде, роса очі виїсть» Марка Крапивницкого; реж. Л. Романенко (худ. С. Йоффе. Спектакль перешёл в репертуар от передвижного драматического театра)
- 1960, 22 октября — «Именем революции» Михаила Шатрова; реж. Феоктист Александрин
- 1960, 27 ноября — «Петька в космосе» Иосифа Дика; реж. Феоктист Александрин (худ. Всеволод Константинов)
- 1960, 29 декабря — «Аленький цветочек» по сказке Сергея Аксакова; реж. Н. Ерецкий (худ. Л. Файленбоген)
- 1961, 7 марта — «Проделки Скапена» Мольера; реж. Феоктист Александрин (худ. Всеволод Константинов, комп. И. Вымер; пост. танцев Я. Додин)
- 1961, 31 марта — «Экстренный выпуск» Новогрудского и Вирского; реж. С. Однопозов (худ. С. Йоффе, муз. оформление К. Назаретов)
- 1961, 5 октября — «Корчагинцы» П. Салюка; реж. Феоктист Александрин (худ. Всеволод Константинов, ком. Т. Сидоренко)
- 1961, 30 ноября — «Левониха на орбите» А. Макаёнка; реж. Феоктист Александрин (худ. Зас. деятель искусств В. Гриченко)
- 1961, 11 декабря — «Знайка-зазнайка» Сергея Михалкова; реж. С. Серпков (худ. Всеволод Константинов, комп. Мокроусов)
- 1961, 30 декабря — «О чём рассказали волшебники» В. Коростылёва; реж. А. Сенявский (худ. Всеволод Константинов, муз. М. Мееровича; 06.11.1962 г. состоялось 100-е представление)
- 1962, 10 апреля — «Бывшие мальчики» Нины Инвантер; реж. Борис Заяц (худ. Всеволод Константинов)
- 1962, 10 марта — «Коварство и любовь» Фридриха Шиллера; реж. Алексей Глаголин[укр.] (худ. С. Йоффе, муз. оформление К. Назаретов)
- 1962, 15 июля — «Том большое сердце» Самуила Шатрова и Сергея Богомазова; реж. Григорий Вульвович Жезмер
- 1962, 15 октября — «Домик-пряник» Мирослава Стеглика; реж. В. Серпков (художник Григорий Иванович Батий)
- 1962, 28 декабря — «Честное Ленинское» Н. Федотова; реж. Яков Тимофеевич Павлов (худ. Всеволод Константинов)
- 1963 — «20 лет спустя» Михаила Светлова; реж. Леонид Хаит
- 1964 — «Божественная комедия» Исидора Штока; реж. Леонид Хаит (Исидор Шток присутствовал на премьере)
- 1966 — «Снежная королева» Евгения Шварца; реж. Леонид Хаит
- «Недотрога» Льва Устинова; реж. Леонид Хаит
- «Пузырьки» Александра Хмелика; реж. Леонид Хаит
- «Они и Мы» Ольги Кучкиной; реж. Леонид Хаит (Ольга Кучкина была на премьере)
- «Судебная Хроника»; реж. Леонид Хаит
- «Журавлиные перья»; реж. Леонид Хаит
- 1967 — «Когда взайдет луна» Натальи Забилы; реж. Феоктист Александрин
- 1968, 5 марта — «Последние письма» по пьесе Леонида Хаита и Зиновия Сагалова[6] по письмам жертв сталинских репрессий; реж. Леонид Хаит (спектакль почти сразу запрещён; режиссёр навсегда покидает Харьков[8][9])

Харьковский областной театр юного зрителя
- 1977 — «Письма к другу» Альберта Лиханова и Исаака Шура; реж. Александр Беляцкий (худ. Татьяна Пасечник, муз. Валентина Иванова; тексты песен, баллады, речитатив Зиновия Сагалова)
- 1977 — «Начало фанфарного марша» Зиновия Сагалова по произведениям Антона Макаренко; реж. Александр Беляцкий

Харьковский областной театр юного зрителя имени Ленинского комсомола
- 1980, 13 марта — «Я презираю смерть»; реж. Александр Беляцкий и Валерий Петров (худ. Татьяна Пасечник, комп. Борис Киселёв)
- 1980, 14 мая — «Четвёртый поросёнок»; реж. Валерий Петров (худ. Сергей Вербух, комп. Борис Киселёв)
- 1980 — «Записки сумасшедшего»; реж. Валерий Петров (моноспектакль; худ. Сергей Вербух)
- 1980, 19 мая — «Салют динозаврам» Геннадия Мамлина; реж. Валерий Петров (худ. Сергей Вербух)
- 1980 — «Р.В.С.» Юрия Жигульского по произведениям Аркадия Гайдара; реж. Александр Беляцкий (худ. Татьяна Пасечник, комп. Борис Киселёв)
- 1981 — «Конёк-Горбунок» Софьи Прокофьевой и Генриха Сапгира по мотивам сказки Петра Ершова; реж. Владимир Антонов (Приказ на пост. от 2 .02)
- 1981 — «Остановите Малахова!» Валерия Аграновского; реж. Александр Беляцкий (худ. Сергей Вербух)
- 1981 — «А всё-таки она вертится?»; реж. Александр Беляцкий (худ. Татьяна Пасечник)
- 1982 — «Спроси когда-нибудь у трав» Ярослава Стельмаха; реж. Александр Беляцкий (худ. Татьяна Пасечник, комп. Борис Киселёв)
- 1982 — «Недоросль»; реж. Анатолий Самохлеб (худ. Сергей Вербух)
- «Бег» по пьесе Михаила Булгакова; реж. Борис Варакин
- «Лес» по пьесе Александра Островского; реж. Борис Варакин
- «Теремок» Самуила Маршака; реж. Владимир Антонов
- «Сын полка» по мотивам повести Валентина Катаева; реж. Владимир Антонов
- 1985 — мюзикл «День рождения кота Леопольда»; реж. Владимир Антонов
- «Маленькая футбольная команда»
- «Медовый месяц Золушки»

Харьковский областной театр для детей и юношества
- 1993 — «Лесная песня» по мотивам драмы-феерии Леси Украинки; реж. Александр Беляцкий

Харьковский театр для детей и юношества
- 2002 — «Дюймовочка» по сказке Андерсена; реж. Анатолий Подорожко
- 2005 — «Ночь перед Рождеством» по мотивам повести Николая Гоголя; реж. Александр Драчёв
- 2006 — «Тайна Снежной королевы» по сказки Андерсена; реж. Андрей Лебедь
- 2010 — «Псы» Григория Велчовски; реж. Григорий Велчовски (Болгария)
- 2010 — «Приключения в стране волшебных правил» (правила дорожного движения); реж. Андрей Лебедь
- 2011 — «Кошкин дом» Самуила Маршака; реж. Андрей Лебедь
- 2012, 15 мая — «Капитан Фракасс» по роману Теофиля Готье; реж. Александр Ковшун[17]
- 2013 — «Как Кощей на Василисе женился»; реж. Анна Бялая
- 2013 — «Назар Стодоля» по пьесе Тараса Шевченко; реж. Андрей Лебедь
- 2014 — «Синбад-мореход и Медный город» по мотивам цикла сказок «Тысяча и одна ночь»; реж. Александр Драчёв
- 2014 — «Легенда о спящей красавице» по пьесе Чарльза Уэя; реж. Катя Кирт
- 2015 — «Уфти-туфти» Наталья Сикачина по мотивам произведений Беатрис Поттер; реж. Александр Ковшун (худ. Александр Абманов) (восстановлен в 2020 году на украинском языке)
- 2015 — «Вся жизнь впереди» по мотивам одноимённого романа Эмиля Ажара; реж. Александр Ковшун (малая сцена им. А. Беляцкого. Для взрослого зрителя)
- 2015 — «Дом Бернарды Альбы» по пьесе Федерико Гарсиа Лорка; реж. Андрей Лебедь (малая сцена им. А. Беляцкого. Для взрослого зрителя)
- 2015, октябрь — «Депеш Мод» по роману Сергея Жадана; реж. Маркус Бартль (Германия)[18][19][20]
- 2016 — «Парад Роз» по пьесе «Оркестр» Жана Ануя; реж. Александр Ковшун (малая сцена им. А. Беляцкого. Для взрослого зрителя)[20]
- 2016 — «Весёлые приключения Незнайки» по мотивам произведений Николая Носова; реж. Александр Ковшун[21]
- 2016 — «Красная Шапочка» по мотивам сказки Шарля Перро; реж. Андрей Лебедь
- 2017 — «Златовласка»; реж. Александр Ковшун (совместный проект с Харьковской хореографической школой)[20]
- 2017, 17 декабря «Пеппи Длинныйчулок» по мотивам повести Астрид Линдгрен; реж. Александр Драчёв (худ. Аркадий Чадов)
- 2017 — «Дженнариньелло» («Любовь по-итальянски») по произведениям Эдуардо де Филиппо; реж. Андрей Лебедь (малая сцена им. А. Беляцкого. Для взрослого зрителя)[20]
- 2017 — «BЕL@YA VORONA.NET» по мотивам пьесы «Любовь, джаз и черт» Юозаса Грушаса; реж. Андрей Лебедь
- 2018 — «Гадкий утёнок» по сказке Ханса Андерсена: реж. Андрей Лебедь
- 2019, 13 апреля — «Кот против Людоеда» по мотивам сказки Шарля Перро; реж. Александр Михайлов
- 2019, 21 декабря — «Госпожа Метелица» по мотивам сказки братьев Гримм; реж. Анатолий Подорожко
- 2020, 27 ноября — «Солнышко и Ветерок» Юлиты Ран; реж. Яна Зеленская
- 2020, 17 декабря — «Моисей» Игоря Бориса[укр.] по мотивам одноимённой поэмы Ивана Франко; реж. Игорь Борис[22][23]
- 2021, 23 апреля — «Ирландские легенды» по мотивам ирландских народных легенд, сказок и мифов; реж. Александр Драчёв

## Сайт театра
- Харьковский театр для детей и юношества